# Sam Adekugbe
Samuel Ayomide Adekugbe, detto Sam (Londra, 16 gennaio 1995) è un calciatore canadese di origini nigeriane, difensore del Vancouver Whitecaps e della nazionale canadese.

## Caratteristiche tecniche
È un terzino sinistro.

## Carriera

### Club
Comincia a giocare all'età di 5 anni, nelle giovanili dell'AFC Clayton. Dopo aver militato nelle giovanili del Calgary Foothills Saints e del Calgary Foothills Rapids, nel 2011 passa alle giovanili del Vancouver Whitecaps. Nel 2013 il Vancouver Whitecaps lo promuove in prima squadra. Nel 2015 e nel 2016 viene impiegato saltuariamente anche nella seconda squadra. Il 15 luglio 2016 viene ceduto in prestito in Inghilterra, al Brighton. Nel luglio 2017 torna al Vancouver Whitecaps, ma nell'arco dello stesso mese viene girato all'IFK Göteborg in Svezia sempre in prestito.
L'8 gennaio 2018 passa al Vålerenga a titolo definitivo.

### Nazionale
Ha giocato, fra il 2014 ed il 2015, quattro partite con la nazionale Under-20. Ha debuttato in nazionale maggiore l'8 settembre 2015, in Belize-Canada (1-1). Nel 2017 viene inserito nella lista dei convocati per la Gold Cup 2017.

## Statistiche

### Presenze e reti nei club
Statistiche aggiornate al 2 marzo 2025.
| Stagione                   | Squadra                    | Campionato                 | Campionato | Campionato | Coppe nazionali | Coppe nazionali | Coppe nazionali | Coppe continentali | Coppe continentali | Coppe continentali | Altre coppe | Altre coppe | Altre coppe | Totale | Totale | Totale |
| Stagione                   | Squadra                    | Comp                       | Pres       | Reti       | Comp            | Pres            | Reti            | Comp               | Pres               | Reti               | Comp        | Pres        | Reti        | Pres   | Reti   |        |
| -------------------------- | -------------------------- | -------------------------- | ---------- | ---------- | --------------- | --------------- | --------------- | ------------------ | ------------------ | ------------------ | ----------- | ----------- | ----------- | ------ | ------ | ------ |
| 2013                       | Vancouver Whitecaps        | MLS                        | 1          | 0          | CC              | -               | -               | -                  | -                  | -                  | -           | -           | -           | 1      | 0      |        |
| 2014                       | Vancouver Whitecaps        | MLS                        | 4          | 0          | CC              | 0               | 0               | -                  | -                  | -                  | -           | -           | -           | 4      | 0      |        |
| 2015                       | Vancouver Whitecaps        | MLS                        | 9          | 0          | CC              | 1               | 0               | -                  | -                  | -                  | -           | -           | -           | 10     | 0      |        |
| 2016                       | Vancouver Whitecaps        | MLS                        | 2          | 0          | CC              | 2               | 0               | CCL                | 4                  | 0                  | -           | -           | -           | 8      | 0      |        |
| 2016-2017                  | Brighton                   | FLC                        | 1          | 0          | FACup+CdL       | 2+2             | 0+1             | -                  | -                  | -                  | -           | -           | -           | 5      | 1      |        |
| lug.-dic. 2017             | IFK Göteborg               | A                          | 9          | 0          | CS              | 1               | 0               | -                  | -                  | -                  | -           | -           | -           | 10     | 0      |        |
| 2018                       | Vålerenga                  | E                          | 27         | 0          | CN              | 3               | 0               | -                  | -                  | -                  | -           | -           | -           | 30     | 0      |        |
| 2019                       | Vålerenga                  | E                          | 24         | 0          | CN              | 1               | 0               | -                  | -                  | -                  | -           | -           | -           | 25     | 0      |        |
| 2020                       | Vålerenga                  | E                          | 26         | 0          | -               | -               | -               | -                  | -                  | -                  | -           | -           | -           | 26     | 0      |        |
| gen.-lug. 2021             | Vålerenga                  | E                          | 12         | 0          | CN              | 0               | 0               | UECL               | 2                  | 0                  | -           | -           | -           | 14     | 0      |        |
| Totale Vålerenga           | Totale Vålerenga           | Totale Vålerenga           | 89         | 0          |                 | 4               | 0               |                    | 2                  | 0                  |             | -           | -           | 95     | 0      |        |
| 2021-2022                  | Hatayspor                  | SL                         | 34         | 0          | TK              | 3               | 0               | -                  | -                  | -                  | -           | -           | -           | 37     | 0      |        |
| 2022-feb. 2023             | Hatayspor                  | SL                         | 18         | 0          | TK              | 1               | 0               | -                  | -                  | -                  | -           | -           | -           | 19     | 0      |        |
| Totale Hatayspor           | Totale Hatayspor           | Totale Hatayspor           | 52         | 0          |                 | 4               | 0               |                    | -                  | -                  |             | -           | -           | 56     | 0      |        |
| feb.-giu. 2023             | Galatasaray                | SL                         | 6          | 0          | TK              | 0               | 0               | -                  | -                  | -                  | -           | -           | -           | 6      | 0      |        |
| ago.-dic. 2023             | Vancouver Whitecaps        | MLS                        | 10+2       | 0+1        | CC              | -               | -               | CCL                | -                  | -                  | LC          | -           | -           | 12     | 1      |        |
| 2024                       | Vancouver Whitecaps        | MLS                        | 16+4       | 1          | CC              | 2               | 0               | CCC                | 0                  | 0                  | LC          | 1           | 0           | 23     | 1      |        |
| 2025                       | Vancouver Whitecaps        | MLS                        | 2          | 2          | CC              | 0               | 0               | CCC                | 2                  | 0                  | -           | -           | -           | 4      | 2      |        |
| Totale Vancouver Whitecaps | Totale Vancouver Whitecaps | Totale Vancouver Whitecaps | 44+6       | 3+1        |                 | 5               | 0               |                    | 6                  | 0                  |             | 1           | 0           | 62     | 4      |        |
| Totale carriera            | Totale carriera            | Totale carriera            | 207        | 4          |                 | 18              | 1               |                    | 8                  | 0                  |             | 1           | 0           | 234    | 5      |        |

### Cronologia presenze e reti in nazionale
| Cronologia completa delle presenze e delle reti in nazionale ― Canada | Cronologia completa delle presenze e delle reti in nazionale ― Canada | Cronologia completa delle presenze e delle reti in nazionale ― Canada | Cronologia completa delle presenze e delle reti in nazionale ― Canada | Cronologia completa delle presenze e delle reti in nazionale ― Canada | Cronologia completa delle presenze e delle reti in nazionale ― Canada | Cronologia completa delle presenze e delle reti in nazionale ― Canada | Cronologia completa delle presenze e delle reti in nazionale ― Canada |
| Data                                                                  | Città                                                                 | In casa                                                               | Risultato                                                             | Ospiti                                                                | Competizione                                                          | Reti                                                                  | Note                                                                  |
| --------------------------------------------------------------------- | --------------------------------------------------------------------- | --------------------------------------------------------------------- | --------------------------------------------------------------------- | --------------------------------------------------------------------- | --------------------------------------------------------------------- | --------------------------------------------------------------------- | --------------------------------------------------------------------- |
| 8-9-2015                                                              | Belmopan                                                              | Belize                                                                | 1 – 1                                                                 | Canada                                                                | Qual. Mondiali 2018                                                   | -                                                                     | 82’                                                                   |
| 13-10-2015                                                            | Edmonton                                                              | Canada                                                                | 1 – 1                                                                 | Ghana                                                                 | Amichevole                                                            | -                                                                     | 53’                                                                   |
| 5-2-2016                                                              | Carson                                                                | Stati Uniti                                                           | 1 – 0                                                                 | Canada                                                                | Amichevole                                                            | -                                                                     | 77’                                                                   |
| 11-7-2017                                                             | Houston                                                               | Costa Rica                                                            | 1 – 1                                                                 | Canada                                                                | Gold Cup 2017 - 1º turno                                              | -                                                                     |                                                                       |
| 14-7-2017                                                             | Frisco                                                                | Canada                                                                | 0 – 0                                                                 | Honduras                                                              | Gold Cup 2017 - 1º turno                                              | -                                                                     |                                                                       |
| 2-9-2017                                                              | Toronto                                                               | Canada                                                                | 2 – 0                                                                 | Giamaica                                                              | Amichevole                                                            | -                                                                     | 46’ 54’                                                               |
| 24-3-2018                                                             | Murcia                                                                | Canada                                                                | 1 – 0                                                                 | Nuova Zelanda                                                         | Amichevole                                                            | -                                                                     | 59’                                                                   |
| 24-3-2019                                                             | Vancouver                                                             | Canada                                                                | 4 – 1                                                                 | Guyana francese                                                       | CONCACAF Nations League 2019-2020 - 1º turno                          | -                                                                     | 70’                                                                   |
| 10-9-2019                                                             | George Town                                                           | Cuba                                                                  | 0 – 1                                                                 | Canada                                                                | CONCACAF Nations League 2019-2020 - 2º turno                          | -                                                                     |                                                                       |
| 7-1-2020                                                              | Irvine                                                                | Canada                                                                | 4 – 1                                                                 | Barbados                                                              | Amichevole                                                            | -                                                                     |                                                                       |
| 16-1-2020                                                             | Irvine                                                                | Canada                                                                | 0 – 1                                                                 | Islanda                                                               | Amichevole                                                            | -                                                                     | 80’                                                                   |
| 25-3-2021                                                             | Orlando                                                               | Canada                                                                | 5 – 1                                                                 | Bermuda                                                               | Qual. Mondiali 2022                                                   | -                                                                     | 77’                                                                   |
| 29-3-2021                                                             | Bradenton                                                             | Isole Cayman                                                          | 0 – 11                                                                | Canada                                                                | Qual. Mondiali 2022                                                   | -                                                                     | 60’                                                                   |
| 5-6-2021                                                              | Bradenton                                                             | Aruba                                                                 | 0 – 7                                                                 | Canada                                                                | Qual. Mondiali 2022                                                   | -                                                                     | 66’                                                                   |
| 8-6-2021                                                              | Bridgeview                                                            | Canada                                                                | 4 – 0                                                                 | Suriname                                                              | Qual. Mondiali 2022                                                   | -                                                                     | 82’                                                                   |
| 12-6-2021                                                             | Port-au-Prince                                                        | Haiti                                                                 | 0 – 1                                                                 | Canada                                                                | Qual. Mondiali 2022                                                   | -                                                                     | 62’                                                                   |
| 15-6-2021                                                             | Bridgeview                                                            | Canada                                                                | 3 – 0                                                                 | Haiti                                                                 | Qual. Mondiali 2022                                                   | -                                                                     | 75’                                                                   |
| 5-9-2021                                                              | Nashville                                                             | Stati Uniti                                                           | 1 – 1                                                                 | Canada                                                                | Qual. Mondiali 2022                                                   | -                                                                     |                                                                       |
| 8-9-2021                                                              | Toronto                                                               | Canada                                                                | 3 – 0                                                                 | El Salvador                                                           | Qual. Mondiali 2022                                                   | -                                                                     | 57’ 72’                                                               |
| 7-10-2021                                                             | Città del Messico                                                     | Messico                                                               | 1 – 1                                                                 | Canada                                                                | Qual. Mondiali 2022                                                   | -                                                                     | 76’                                                                   |
| 10-10-2021                                                            | Kingston                                                              | Giamaica                                                              | 0 – 0                                                                 | Canada                                                                | Qual. Mondiali 2022                                                   | -                                                                     | 89’                                                                   |
| 13-10-2021                                                            | Toronto                                                               | Canada                                                                | 4 – 1                                                                 | Panama                                                                | Qual. Mondiali 2022                                                   | -                                                                     | 64’                                                                   |
| 12-11-2021                                                            | Edmonton                                                              | Canada                                                                | 1 – 0                                                                 | Costa Rica                                                            | Qual. Mondiali 2022                                                   | -                                                                     |                                                                       |
| 16-11-2021                                                            | Edmonton                                                              | Canada                                                                | 2 – 1                                                                 | Messico                                                               | Qual. Mondiali 2022                                                   | -                                                                     |                                                                       |
| 27-1-2022                                                             | San Pedro Sula                                                        | Honduras                                                              | 0 – 2                                                                 | Canada                                                                | Qual. Mondiali 2022                                                   | -                                                                     |                                                                       |
| 30-1-2022                                                             | Hamilton                                                              | Canada                                                                | 2 – 0                                                                 | Stati Uniti                                                           | Qual. Mondiali 2022                                                   | 1                                                                     |                                                                       |
| 2-2-2022                                                              | San Salvador                                                          | El Salvador                                                           | 0 – 2                                                                 | Canada                                                                | Qual. Mondiali 2022                                                   | -                                                                     | 90’                                                                   |
| 27-3-2022                                                             | Toronto                                                               | Canada                                                                | 4 – 0                                                                 | Giamaica                                                              | Qual. Mondiali 2022                                                   | -                                                                     |                                                                       |
| 30-3-2022                                                             | Panama                                                                | Panama                                                                | 1 – 0                                                                 | Canada                                                                | Qual. Mondiali 2022                                                   | -                                                                     |                                                                       |
| 10-6-2022                                                             | Vancouver                                                             | Canada                                                                | 4 – 0                                                                 | Curaçao                                                               | CONCACAF Nations League 2022-2023 - 1º turno                          | -                                                                     |                                                                       |
| 14-6-2022                                                             | San Pedro Sula                                                        | Honduras                                                              | 2 – 1                                                                 | Canada                                                                | CONCACAF Nations League 2022-2023 - 1º turno                          | -                                                                     | 59’                                                                   |
| 23-9-2022                                                             | Vienna                                                                | Qatar                                                                 | 0 – 2                                                                 | Canada                                                                | Amichevole                                                            | -                                                                     | 66’                                                                   |
| 27-9-2022                                                             | Bratislava                                                            | Canada                                                                | 0 – 2                                                                 | Uruguay                                                               | Amichevole                                                            | -                                                                     | 79’                                                                   |
| 17-11-2022                                                            | Dubai                                                                 | Giappone                                                              | 1 – 2                                                                 | Canada                                                                | Amichevole                                                            | -                                                                     | 61’                                                                   |
| 23-11-2022                                                            | Al Rayyan                                                             | Belgio                                                                | 1 – 0                                                                 | Canada                                                                | Mondiali 2022 - 1º turno                                              | -                                                                     | 73’                                                                   |
| 27-11-2022                                                            | Al Rayyan                                                             | Croazia                                                               | 4 – 1                                                                 | Canada                                                                | Mondiali 2022 - 1º turno                                              | -                                                                     | 73’                                                                   |
| 1-12-2022                                                             | Doha                                                                  | Canada                                                                | 1 – 2                                                                 | Marocco                                                               | Mondiali 2022 - 1º turno                                              | -                                                                     | 45+2’ 60’                                                             |
| 25-3-2023                                                             | Willemstad                                                            | Curaçao                                                               | 0 – 2                                                                 | Canada                                                                | CONCACAF Nations League 2022-2023 - 1º turno                          | -                                                                     | 64’                                                                   |
| 28-3-2023                                                             | Toronto                                                               | Canada                                                                | 4 – 1                                                                 | Honduras                                                              | CONCACAF Nations League 2022-2023 - 1º turno                          | -                                                                     | 62’                                                                   |
| 15-6-2023                                                             | Paradise                                                              | Panama                                                                | 0 – 2                                                                 | Canada                                                                | CONCACAF Nations League 2022-2023 - Semifinale                        | -                                                                     | 62’                                                                   |
| 18-6-2023                                                             | Paradise                                                              | Canada                                                                | 0 – 2                                                                 | Stati Uniti                                                           | CONCACAF Nations League 2022-2023 - Finale                            | -                                                                     | 61’                                                                   |
| 18-11-2023                                                            | Kingston                                                              | Giamaica                                                              | 1 – 2                                                                 | Canada                                                                | CONCACAF Nations League 2023-2024 - Quarti di finale                  | -                                                                     |                                                                       |
| 7-6-2025                                                              | Toronto                                                               | Canada                                                                | 4 – 2                                                                 | Ucraina                                                               | Amichevole                                                            | -                                                                     | 85’                                                                   |
| 10-6-2025                                                             | Toronto                                                               | Canada                                                                | 0 – 0 (4 – 5 dtr)                                                     | Costa d'Avorio                                                        | Amichevole                                                            | -                                                                     | 19’ 83’                                                               |
| Totale                                                                |                                                                       | Presenze                                                              | 44                                                                    |                                                                       | Reti                                                                  | 1                                                                     |                                                                       |

## Palmarès

### Club

#### Competizioni nazionali
- Canadian Championship: 2

Vancouver Whitecaps: 2015, 2024
- Campionato turco: 1

Galatasaray: 2022-2023